# 동영상

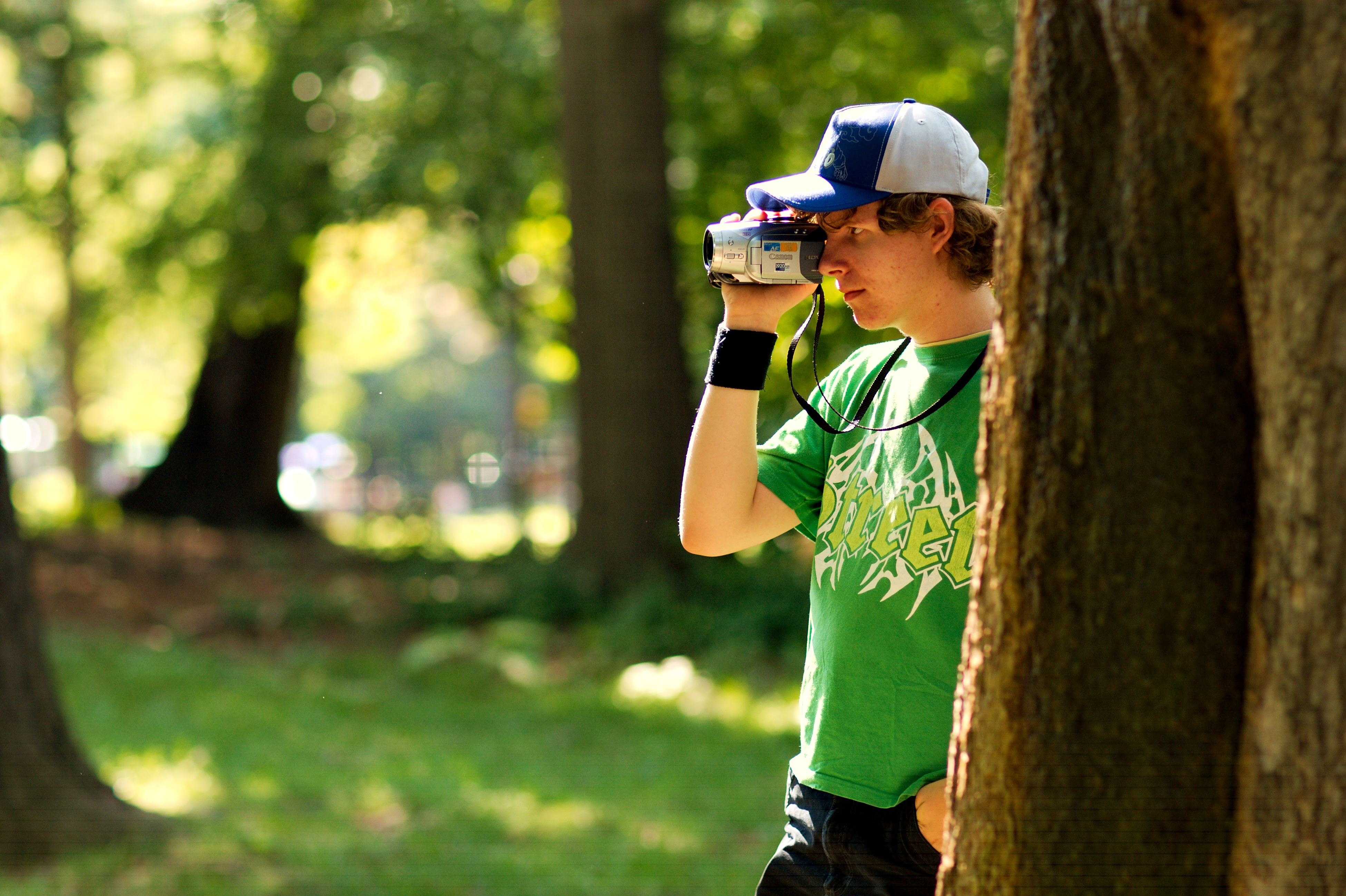
동영상을 촬영하고 있는 모습.

동영상(動映像, 움직이는 영상)은 움직이는 그림이다. 게다가 움직이지 않는 그림은, 단지 그림, 이미지라고 한다. 그러나, 동영상과 특별하게 구별지으면 프레임(정지 화면)이라고 한다. 여러 개의 프레임을 빠른 속도로 넘기면 사람이 그것을 연속적으로 보려고 하는 특성을 이용한 것이다. 또한, 동영상 중 Streaming Video는 아날로그 매체에 저장된 비디오를 디지털화하여 컴퓨터를 통해 볼 수 있도록 만든 영상자료를 의미한다. 이렇게 움직이는 영상을 전자 매체(비디오테이프 등)에 기록하는 과정은 비디오그래피(videography)라고 한다.
시간 축이 존재하는데, 그림이나 사진(정지 화면) 등과는 다른 매체이며, 많게는 시간 축으로 동기화한 음성, 음악과 함께 제공된다.

## 같이 보기
- 영상
- 푸티지(footage)
- 비디오